# Western Wildcats HC
Western Wildcats Hockey Club is een Schotse hockeyclub uit Glasgow.
Western werd in 1968 onderdeel van de Milngavie and Bearsden Sports Club.
De club speelt bij de heren in de Scottish League en neemt deel aan de Euro Hockey League 2008/2009.

## Erelijst
- Scottish League

1997,1998,1999, 2000, 2001, 2003,2004
- Scottish Cup

1986, 1996, 1998, 1999, 2000, 2003, 2004, 2005
- League Cup

2002